# Lemnalia longiramus
Lemnalia longiramus är en korallart som beskrevs av Verseveldt 1969. Lemnalia longiramus ingår i släktet Lemnalia och familjen Nephtheidae. Inga underarter finns listade i Catalogue of Life.